# ناحیه پسکند
ناحیهٔ پسکند (به ازبکی: Piskent tumani، پسکېنت تومنی) یک ناحیه در ازبکستان است که در ولایت تاشکند واقع شده‌است. ناحیه پسکند ۷۹۰ کیلومتر مربع مساحت و ۱۰۱٬۵۰۰ نفر جمعیت دارد.